# Юрковский, Фёдор Леонтьевич

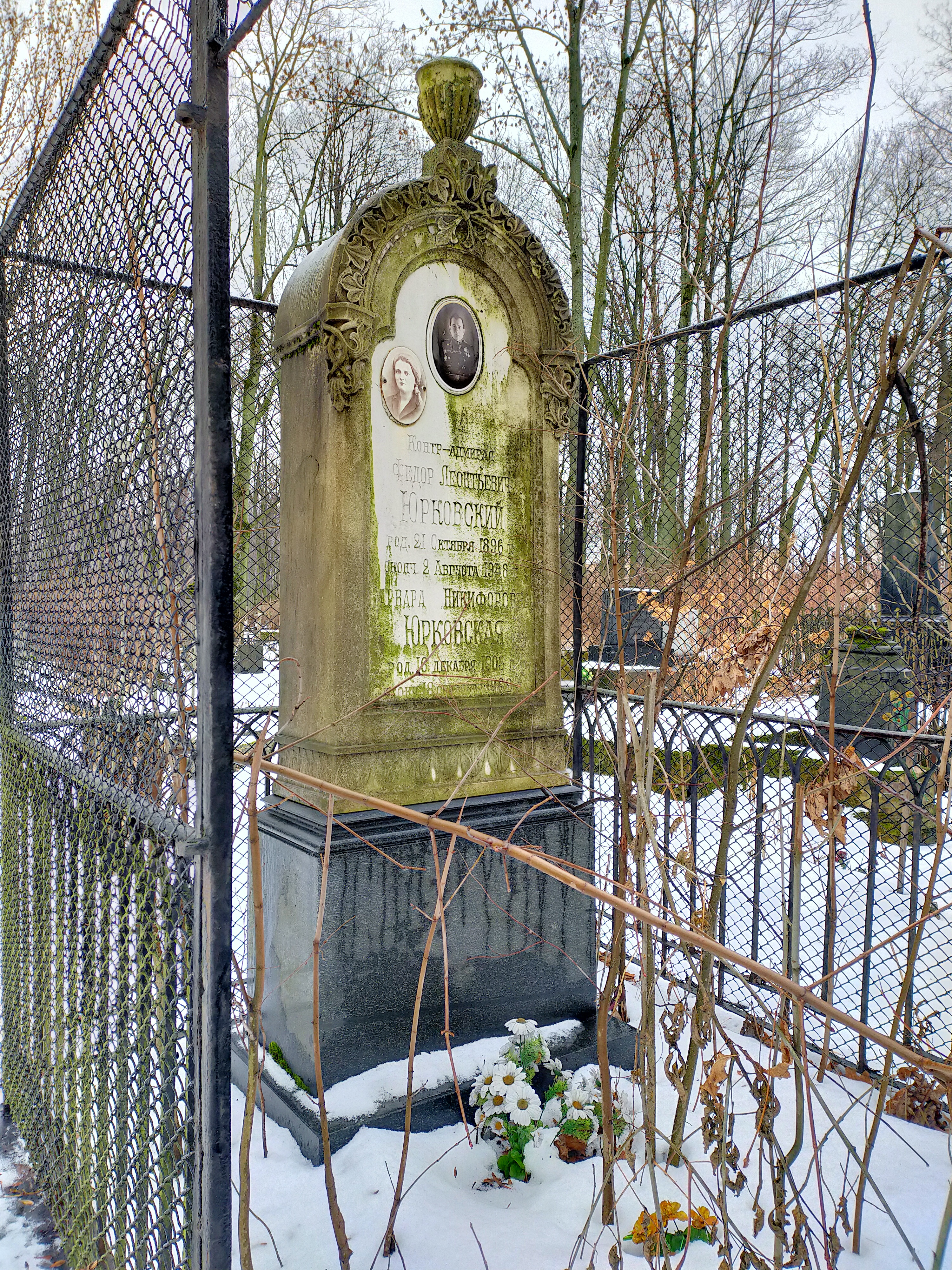
Памятник на могиле Ф. Л. Юрковского и его супруги, Волковское лютеранское кладбище

Фёдор Леонтьевич Юрковский (8 [20] октября 1896, Плоское, Киевская губерния — 2 августа 1948, Ленинград) — советский военачальник, контр-адмирал.

## Биография
Родился 8 (20) октября 1896 года в селе Плоское (ныне Таращанского района Киевской области).
Участвовал в Гражданской войне с 1917 года. В 1921 году служил в штабе старшего морского начальника Таганрогского залива.
В 1922—1938 годах служил на Черноморском флоте: в разное время управлял группой тральщиков, включающей «Ковалевский» и «Красную Молдавию», а также отрядом канонерских лодок.
В 1938 году, после окончания курсов командного состава при Военно-морской академии имени К. Е. Ворошилова, был направлен в Краснознамённый Балтийский флот.
В 1939 году командовал учебным кораблём «Комсомолец» и плавучей базой «Смольный», с 1940 года — отрядом учебных кораблей Высшего военно-морского училища имени М. В. Фрунзе.
С 22 апреля 1943 года по 10 апреля 1944 года в качестве командира бригады траления охраны Кронштадтского морского оборонительного района принимал участие в обороне Ленинграда.
5 ноября 1944 года удостоен звания контр-адмирала.
Умер 2 августа 1948 года в Ленинграде.